# Konvent (církev)

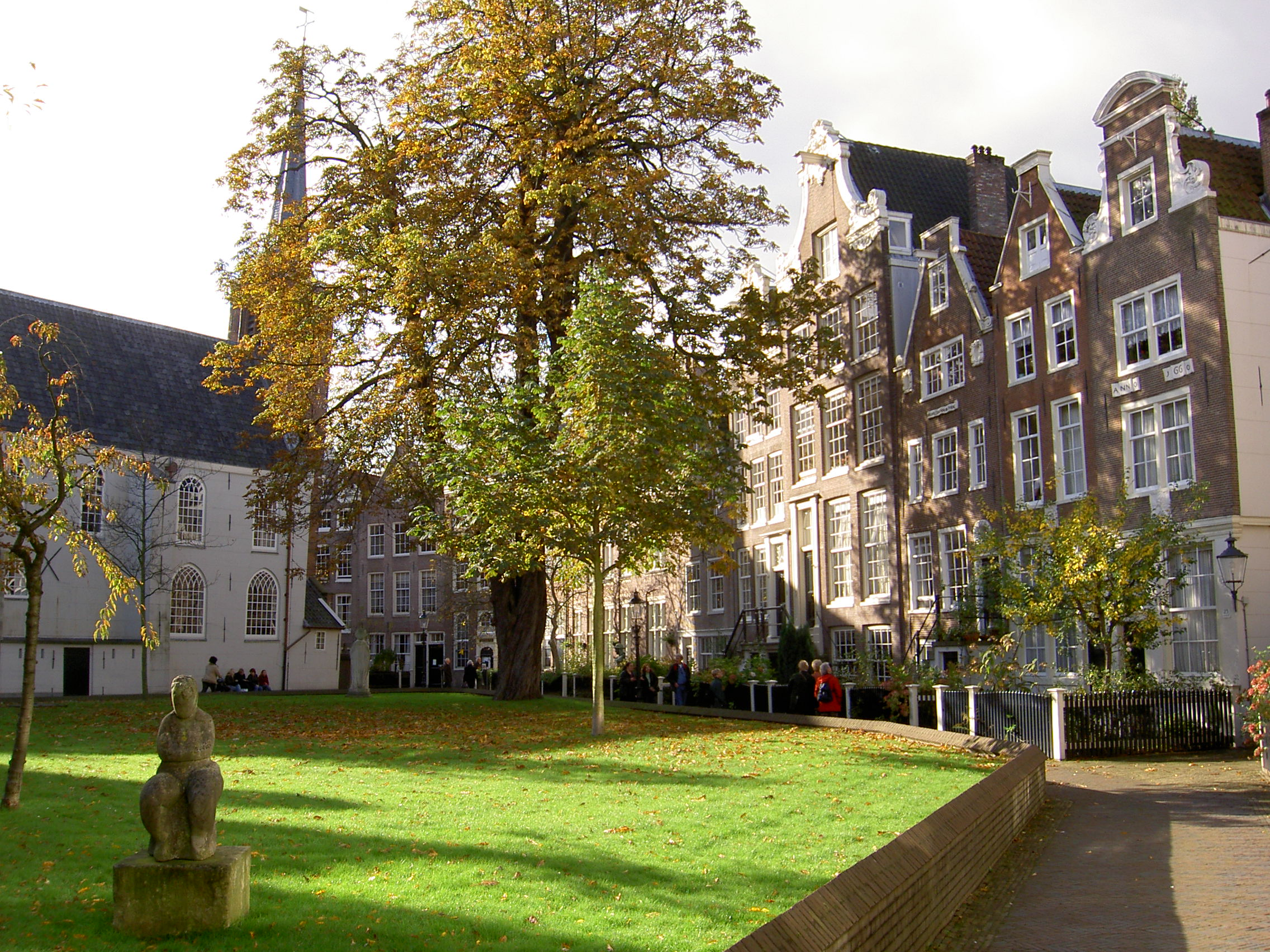
Konvent bekyní (bekináž) v Amsterdamu

Konvent (latinsky conventus, tj. schůze, shromáždění, sněm, soud) je v náboženském smyslu označení církevní komunity kněží, řeholníků nebo řeholních sester určitého kláštera. Dále slovo označuje shromáždění či schůzi takové komunity nebo budovu uvnitř kláštera (řeholní dům), v níž řádová komunita přebývá nebo se schází. Slovo konvent se používá zejména v římskokatolické a anglikánské církvi. V některých evangelických církvích je pojem používán pro schůzi členů sboru s určitým oprávněním jednat.
Z hlediska architektury a její historické typologie jsou jako konvent označovány budovy, které jsou společenstvím řeholnic nebo řeholníků obývány, případně i jinak využívány. Součástí konventních budov je obvykle kostel se sakristií, dále kapitulní síň, knihovna a pracovna, ložnice (dormitář), kuchyň s prostorami pro uskladnění potravin a jídelna (refektář). Zahrnuty mohou být i další prostory a objekty různých funkcí (nemocnice, vrátnice, hospodářské budovy). Termín konvent se pak užívá souhrnně pro celý komplex budov kláštera nebo jeho část (konvent cisterciáků ve Zlaté Koruně apod.), často jako synonymum pro termín klášter.